# 北海道教育大学附属釧路小学校
北海道教育大学附属釧路小学校（ほっかいどうきょういくだいがくふぞく くしろしょうがっこう）は、北海道釧路市にあった国立小学校。北海道教育大学の附属小学校4校の一つであった。

## 概要
北海道教育大学の附属学校であるため教育実習が多く、毎年研究大会が開かれ、実験的な授業が行われることも少なくなかった。同校教諭は「大学職員」という位置づけなので「教官」と呼称され、職員室にあたる場所は教官室であるが、生徒は他校同様「先生」と呼んでいた。学校長は教育大学釧路校の担当教授が任ぜられるが、実務は副校長が担っていた。また、授業は通常の授業にプリントで復習を行い、北海道教育大学附属釧路中学校受験へ備えた。通学学指定区域は無く、登下校の時間と安全が確保できれば通学可能であった。

## 沿革
- 1968年
  - 4月1日 - 設置許可。
  - 4月14日 - 第1回入学式を挙行。
- 1969年4月30日 - 児童数増加のため弥生仮校舎に移転。
- 1970年
  - 1月6日 - 校舎を落成し、移転。
  - 9月9日 - 校歌・校章が完成。
- 1971年3月20日 - 第1回卒業式を挙行。
- 1977年10月21日 - 標準制服を制定することが決定。
- 2004年4月1日 - 「国立大学法人北海道教育大学附属釧路小学校」に改称。
- 2021年4月1日 - 国立大学法人北海道教育大学附属釧路中学校と統合し、国立大学法人北海道教育大学附属釧路義務教育学校に移行[1]。

## 同好会
- 野球同好会
- サッカー同好会

## 著名な出身者
- 鈴木貴子 - 外務副大臣、鈴木宗男の子